# Gare de Cornil
La gare de Cornil est une gare ferroviaire française de la ligne de Coutras à Tulle, située sur le territoire de la commune de Cornil, dans le département de la Corrèze, en région Nouvelle-Aquitaine.

## Géographie
Le hameau de Gare de Cornil est traversé par la RN89, et la Corrèze parallèlement à la ligne de chemin de fer.

Un pont et un passage à niveau permettent la liaison avec la rive droite du hameau et de la rivière.

## Historique
Le 27 mars 1944, en gare de Cornil, une locomotive lancée, par le maquis, à pleine vitesse heurte le convoi d'un train de marchandise à destination de Brive provoquant le déraillement de  trois wagons, prélude à la 1re embuscade de Cornil.

## Fréquentation
Selon les estimations de la SNCF, la fréquentation annuelle de la gare figure dans le tableau ci-dessous.
| Année               | 2015  | 2016  | 2017  | 2018  | 2019  | 2020  | 2021  | 2022  | 2023  |
| ------------------- | ----- | ----- | ----- | ----- | ----- | ----- | ----- | ----- | ----- |
| Nombre de voyageurs | 3 539 | 3 443 | 4 309 | 3 654 | 4 762 | 3 418 | 5 149 | 7 553 | 9 924 |

## Service des voyageurs
Elle est desservie par les trains TER Nouvelle-Aquitaine (ligne de Brive-la-Gaillarde à Ussel).